# Валенте, Лучано
Луча́но Вале́нте (итал. Luciano Valente; род. 4 октября 2003, Гронинген, Нидерланды) — нидерландский и итальянский футболист, полузащитник клуба «Фейеноорд».

## Клубная карьера
Играл в академиях «ГВАВ-Рапидитас» и «Гронингена». В июле 2022 года присоединился к основной команде последних. Дебютировал в Эредивизи 14 августа 2022 года в матче с «Аяксом».
Летом 2025 года перешёл в роттердамский «Фейеноорд», подписав четырёхлетний контракт до середины 2029 года. 6 августа дебютировал в матче Лиги чемпионов УЕФА против турецкого «Фенербахче», выйдя на замену вместо Квинтена Тимбера на 61-й минуте.

## Карьера в сборной
Играл за сборную Италии до 19 и 20 лет. В 2025 году дебютировал за молодёжную сборную Нидерландов.

## Статистика выступлений
| Клуб             | Сезон            | Лига | Лига | Кубок | Кубок | Европейские кубки | Европейские кубки | Итого | Итого |
| Клуб             | Сезон            | Игры | Голы | Игры  | Голы  | Игры              | Голы              | Игры  | Голы  |
| ---------------- | ---------------- | ---- | ---- | ----- | ----- | ----------------- | ----------------- | ----- | ----- |
| Гронинген        | 2022/23          | 20   | 0    | 2     | 0     | —                 | —                 | 22    | 0     |
| Гронинген        | 2023/24          | 34   | 7    | 5     | 1     | —                 | —                 | 39    | 8     |
| Гронинген        | 2024/25          | 32   | 2    | 1     | 0     | —                 | —                 | 33    | 3     |
| Гронинген        | Итого            | 86   | 9    | 8     | 1     | —                 | —                 | 94    | 10    |
| Фейеноорд        | 2025/26          | 0    | 0    | 0     | 0     | 1                 | 0                 | 1     | 0     |
| Фейеноорд        | Итого            | 0    | 0    | 0     | 0     | 1                 | 0                 | 1     | 0     |
| Всего за карьеру | Всего за карьеру | 86   | 9    | 8     | 1     | 1                 | 0                 | 95    | 10    |